# Струтинская, Галина Николаевна
Галина Николаевна Струтинская (1 июля 1957, Конотоп) — российская, ранее советская, шахматистка, гроссмейстер (2011) среди женщин, международный судья (2009).
В составе второй сборной России участница 16-й Олимпиады (1994) в Москве.

## Биография
Галина Николаевна Струтинская родилась 1.07.1957 года в городе Конотопе в семье военнослужащего. Детство прошло в городе Омске. В шахматы научил играть отец-перворазрядник в возрасте 7 лет. Затем было обучение и практическая игра в шахматном клубе Омского нефтеперерабатывающего завода, где шахматными наставниками были А. В. Кислова и Я. Д. Русаков. В 1974 году окончила общеобразовательную школу № 117 г. Омска. В тот же год поступила в Московский авиационный институт, который окончила в 1980 году (факультет Установки летательных аппаратов).
В 19 лет выполнила норму мастера спорта СССР. Была многократной чемпионкой Москвы и чемпионкой ЦС ДСО Зенит. Главные успехи пришли в ветеранском возрасте. Неоднократно становилась чемпионкой мира среди сеньоров (2011 г. — Хорватия, 2012 г. — Греция, 2015 г. — Италия), а также чемпионкой Европы среди сеньоров (2016 г. — Армения, 2017 г. — Испания). Возглавляя сборную России (1 доска), несколько раз становилась победителем командных чемпионатов мира и Европы среди сеньоров.
Вся трудовая деятельность Струтинской связана со спортом. Начинала работать инструктором в Спорткомитете г. Москвы. В период с 1989 по 1992 год была тренером сборной команды СССР по г. Москве (гостренер). Более 10 лет была начальником сборных команд России по шахматам Министерства спорта РФ. Приказом Президента РФ присвоено звание Заслуженный работник физической культуры Российской Федерации (2016 год).
Много лет входила в состав Исполкома Российской шахматной Федерации, являясь председателем женской комиссии около 20 лет.

## Спортивные достижения
| Год       | Город    | Турнир                      | + | − | = | Результат | Место |
| --------- | -------- | --------------------------- | - | - | - | --------- | ----- |
| 1980/1981 | Алма-Ата | 40-й женский чемпионат СССР |   |   |   | 7 из 15   | 9     |
| 1987      | Тбилиси  | 47-й женский чемпионат СССР |   |   |   | 5½ из 19  | 19    |
| 1994      | Москва   | 16-я Олимпиада              | 6 | 5 | 0 | 6 из 11   |       |

## Изменения рейтинга
| Графики недоступны из-за технических проблем. См. информацию на Фабрикаторе и на mediawiki.org. |